# Spazzata
La spazzata (in inglese: sweeping) è un'azione utilizzata in sport da combattimento e nelle arti marziali, al fine di destabilizzare o fare cadere l'avversario. È fatta con il piede (o la gamba) sul segmento d'appoggio dell'avversario. Può essere realizzata più o meno alta da suolo. 
La definizione più comune è la seguente: "una spazzata è praticata al livello del suolo e di solito di piccola ampiezza. In contrasto con il taglio di ampiezza più grande e più potente" (Tadao Inogai, Roland Habersetzer, 1997). 
Si svolge in vari assi (dal fuori, dall'interno, davanti, dietro, ecc.) del membro dell'avversario sia sull'appoggio principale sia secondario. 
Si trovano diverse "forme di corpo" in particolare in funzione di l'orientamento delle anche (faccia, di profilo, o schiena). I meccanismi d'azione possono essere variati e possono combinarsi tra loro (azione pendolare da partire dal bacino, frustata con la ginocchio, rotative, ecc.). 
Illustrazione in boxe pieds-poings

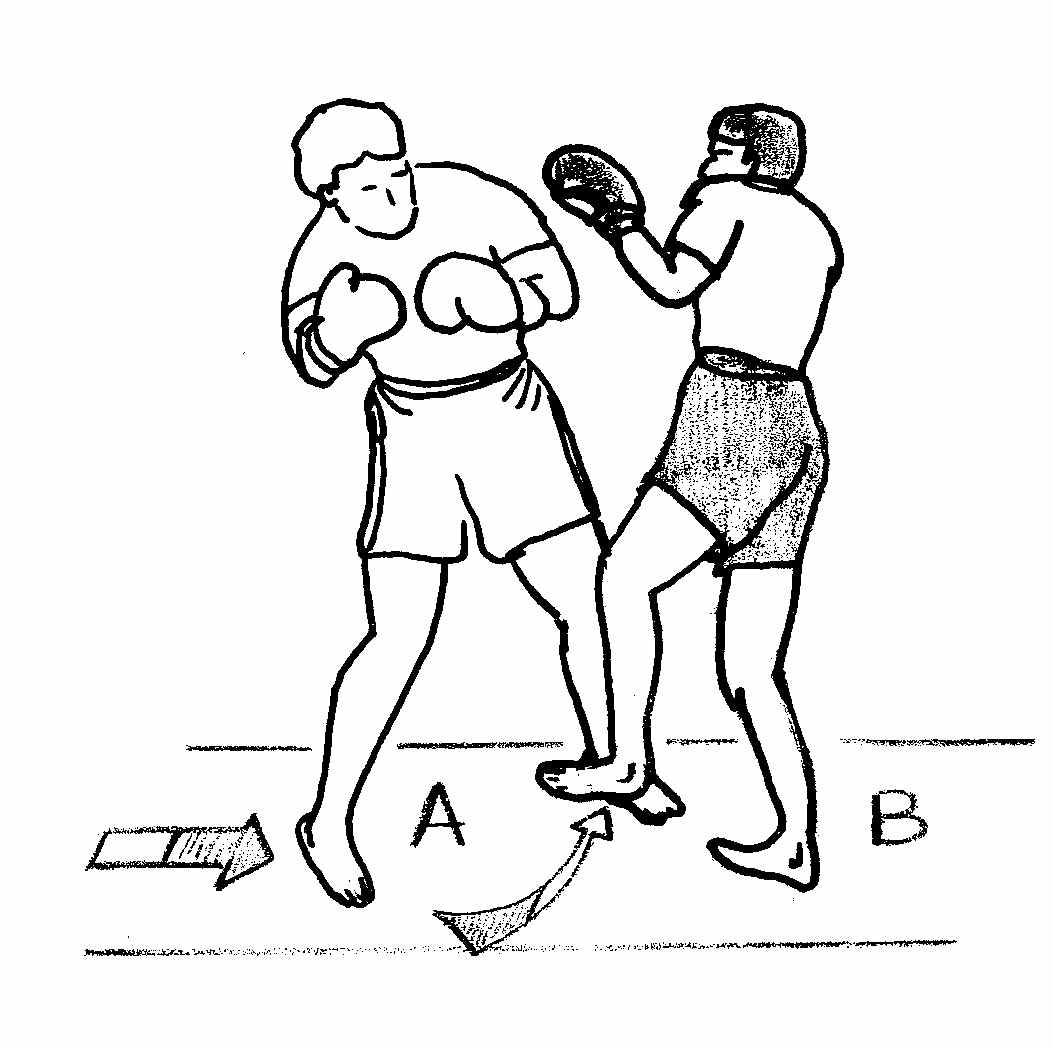
Spazzata di tipo "cucchiaio"
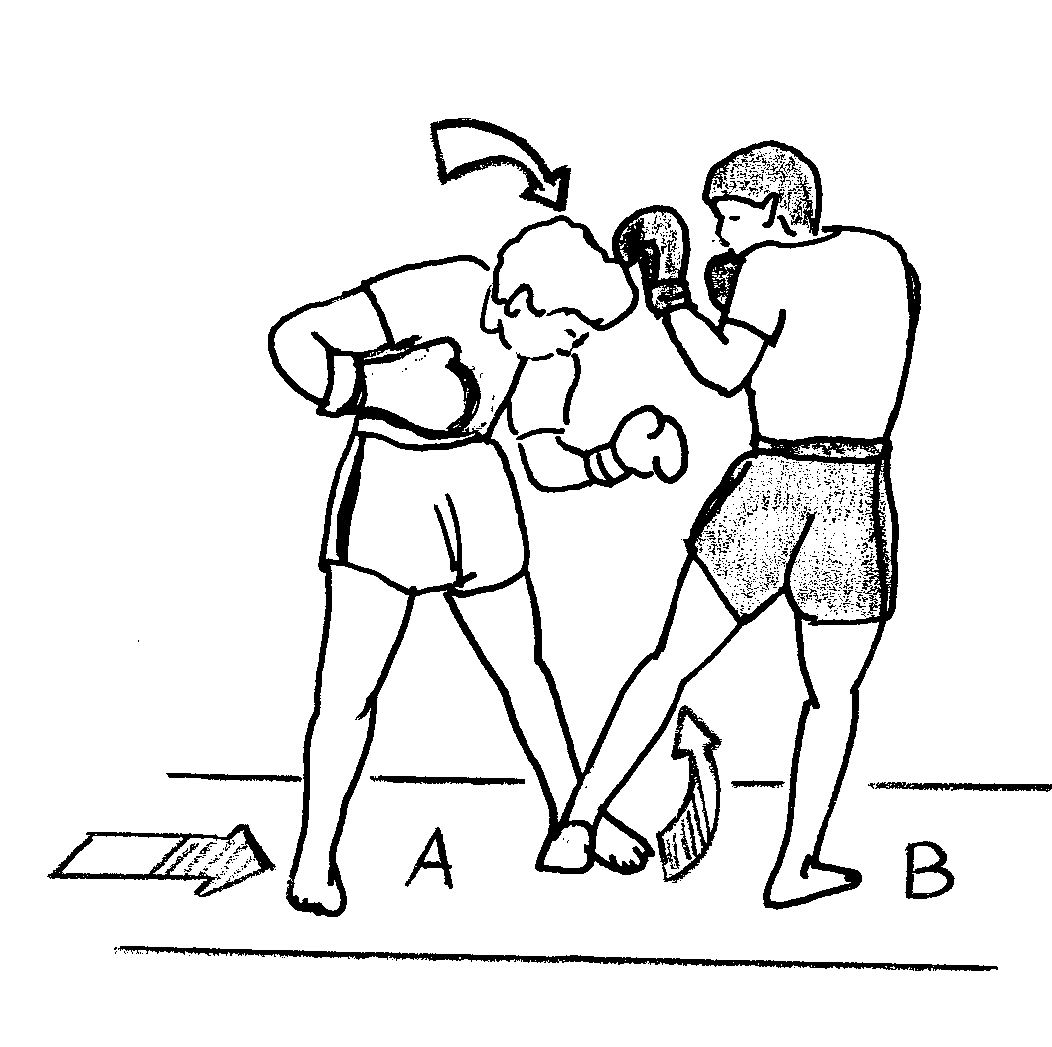
Spazzata di tipo "indiziato"
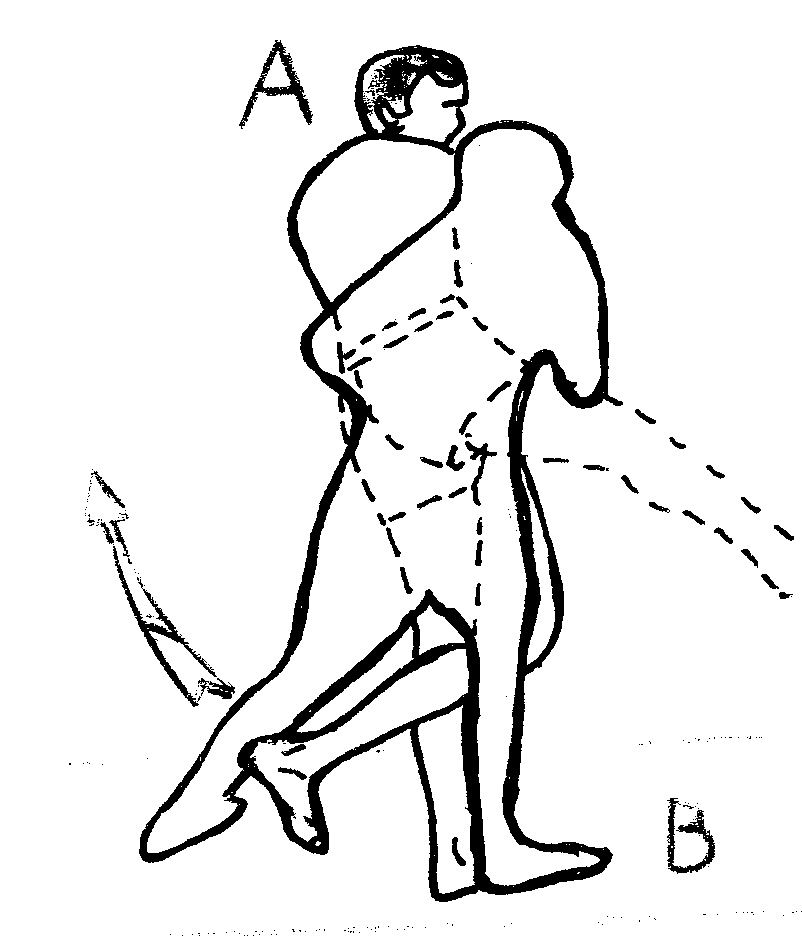
Spazzata di tipo di gancio